# Hoàng Trung Dũng
Hoàng Trung Dũng (sinh ngày 21 tháng 5 năm 1971) là chính trị gia nước Cộng hòa xã hội chủ nghĩa Việt Nam. Ông hiện là Ủy viên Ban Chấp hành Trung ương Đảng khóa XIII, Tổng Biên tập Tạp chí Cộng sản , Đại biểu Quốc hội khóa XV từ Hà Tĩnh.
Ông từng giữ các chức vụ lãnh đạo Tỉnh ủy Hà Tĩnh như Bí thư Tỉnh ủy Hà Tĩnh, Bí thư Đảng ủy Quân sự, Chủ tịch Hội đồng nhân dân tỉnh Hà Tĩnh, Trưởng Đoàn Đại biểu Quốc hội tỉnh Hà Tĩnh. Phó Bí thư thường trực; Trưởng Ban Tuyên giáo Tỉnh ủy; Bí thư Thành ủy Hà Tĩnh; bên cạnh đó là các vị trí như Chánh Văn phòng Tỉnh ủy, Thư ký Bí thư Tỉnh ủy; Ủy viên Ban Chấp hành Trung ương Đoàn, Bí thư Tỉnh đoàn Hà Tĩnh.
Hoàng Trung Dũng là đảng viên Đảng Cộng sản Việt Nam, học vị Cử nhân Ngữ văn, Tiến sĩ Chính trị học, Cao cấp lý luận chính trị. Ông có hơn 30 năm công tác ở quê nhà Hà Tĩnh, là công nhân rồi hoạt động thanh niên, trải qua nhiều vị trí rồi trở thành Bí thư Tỉnh ủy, tham gia Trung ương Đảng.

## Xuất thân và giáo dục
Hoàng Trung Dũng sinh ngày 21 tháng 5 năm 1971, quê quán ở xã Hương Long, huyện Hương Khê, tỉnh Hà Tĩnh, Cộng hòa xã hội chủ nghĩa Việt Nam. Ông lớn lên và tốt nghiệp phổ thông ở Hương Khê, thi đỗ Trường Đại học Vinh vào tháng 9 năm 1990, tới thành phố Vinh để theo học Khoa Sư phạm Ngữ văn và tốt nghiệp Cử nhân Ngữ văn vào tháng 8 năm 1994. Tháng 1 năm 2012, ông bắt đầu học cao học tại Đại học Quốc gia Hà Nội, nhận bằng Thạc sĩ Chính trị học vào tháng 6 năm 2014, là nghiên cứu sinh Chính trị học tại đại học này từ tháng 1 năm 2015. Tháng 1 năm 2019, ông bảo vệ thành công luận án tiến sĩ đề tài "Thực hành dân chủ của nhân dân ở nông thôn Hà Tĩnh hiện nay" và trở thành Tiến sĩ Chính trị học. Hoàng Trung Dũng được kết nạp Đảng Cộng sản Việt Nam vào ngày 22 tháng 10 năm 1994, trở thành Đảng viên chính thức sau đó 1 năm. Ông theo học Học viện Chính trị Quốc gia Hồ Chí Minh từ tháng 9 năm 2006 đến tháng 9 năm 2007 và tốt nghiệp Cao cấp lý luận chính trị.

## Sự nghiệp

### Các giai đoạn
Tháng 9 năm 1988, sau khi tốt nghiệp chương trình phổ thông, Hoàng Trung Dũng bắt đầu sự nghiệp khi được nhận vào làm công nhân xưởng trung đại tu ô tô huyện Hoành Bồ (nay là phường thuộc Hạ Long), tỉnh Quảng Ninh ở vùng Đông Bắc. Ông làm việc ở đây 2 năm thì trở lại miền Trung, thi đại học và học Trường Đại học Vinh, Nghệ An. Tháng 9 năm 1994, sau khi tốt nghiệp trường Vinh, ông trở lại Hà Tĩnh, được phân công làm cán bộ cơ quan Tỉnh đoàn, sau đó phân về Thị đoàn Hà Tĩnh làm cán bộ, rồi dần là Phó Bí thư Thị đoàn. Tháng 4 năm 1998, ông được bầu làm Ủy viên Ban Thường vụ Tỉnh đoàn, Ủy viên Ban Chấp hành Đảng bộ thị xã, nhậm chức Bí thư Thị đoàn, kiêm nhiệm làm Chánh Văn phòng Hội đồng nhân dân – Ủy ban nhân dân thị xã Hà Tĩnh, và là Phó Bí thư Đảng bộ cơ quan Hội đồng nhân dân – Ủy ban nhân dân thị xã Hà Tĩnh. Đầu năm 2003, ông được điều chuyển làm Phó Bí thư Tỉnh đoàn, và là Bí thư Đảng bộ Tỉnh đoàn Hà Tĩnh. Sau đó 2 năm, ông nhậm chức Phó Chánh Văn phòng Tỉnh ủy, Thư ký Bí thư Tỉnh ủy Đặng Duy Báu trong nửa năm. Sang tháng 7 năm 2005, ông được bầu làm Ủy viên Ban Chấp hành Trung ương Đoàn, Ủy viên Trung ương Hội Liên hiệp Thanh niên Việt Nam, sau đó là Ủy viên Ban Chấp hành Đảng bộ tỉnh tại Đại hội Đảng bộ tỉnh Hà Tĩnh lần thứ XVI, nhậm chức Bí thư Tỉnh Đoàn, Chủ tịch Hội Liên hiệp Thanh niên Việt Nam tỉnh. Tháng 4 năm 2008, ông được điều trở lại thành phố Hà Tĩnh, nhậm chức Phó Bí thư thường trực Thành ủy Hà Tĩnh. Năm 2010, tại Đại hội Đảng bộ tỉnh Hà Tĩnh lần thứ XVII, ông tái đắc cử Tỉnh ủy viên, giữ chức Phó Trưởng Ban Tổ chức Tỉnh ủy, sau đó là Chánh Văn phòng Tỉnh ủy, Bí thư Đảng bộ cơ quan Văn phòng Tỉnh ủy.

### Lãnh đạo Hà Tĩnh
Vào tháng 7 năm 2014, Hoàng Trung Dũng được bầu bổ sung làm Ủy viên Ban Thường vụ Tỉnh ủy, được phân công làm Bí thư Thành ủy Hà Tĩnh, tái đắc cử Thường vụ Tỉnh ủy tại Đại hội Đảng bộ tỉnh Hà Tĩnh lần thứ XVIII vào tháng 10 năm 2015. Tháng 4 năm 2016, ông được luân chuyển công tác làm Trưởng Ban Tuyên giáo Tỉnh ủy Hà Tĩnh, cho đến tháng 3 năm 2019 thì được phê chuẩn làm Phó Bí thư thường trực Tỉnh ủy Hà Tĩnh. Tháng 10 năm 2020, tại Đại hội Đảng bộ tỉnh Hà Tĩnh lần thứ XIX, ông tái đắc cử Thường vụ Tỉnh ủy, được bầu làm Bí thư Tỉnh ủy Hà Tĩnh, Bí thư Đảng ủy Quân sự tỉnh Hà Tĩnh, kế nhiệm Ủy viên Trung ương Đảng Lê Đình Sơn. Vào tháng 12 năm này, ông được bầu thêm vị trí Chủ tịch Hội đồng nhân dân tỉnh Hà Tĩnh.
Tháng 1 năm 2021, Hoàng Trung Dũng là đại biểu tại Đại hội Đại biểu toàn quốc Đảng Cộng sản Việt Nam lần thứ 13 và được bầu làm Ủy viên Ban Chấp hành Trung ương Đảng Cộng sản Việt Nam khóa XIII, nhiệm kỳ 2021–2026 vào ngày 30 tháng 1. Trong năm này, với sự giới thiệu của Trung ương, ông tham gia ứng cử đại biểu Quốc hội từ Hà Tĩnh, thuộc đơn vị bầu cử số 4 ở thành phố Hà Tĩnh, rồi trúng cử Đại biểu Quốc hội khóa XV với tỷ lệ 97,11%. Ông được phê chuẩn làm Trưởng Đoàn Đại biểu Quốc hội tỉnh Hà Tĩnh, Tổ trưởng Tổ Đảng.
Ngày 28 tháng 2 năm 2025, Bộ Biên tập Tạp chí Cộng sản tổ chức Hội nghị triển khai Quyết định của Bộ Chính trị về công tác cán bộ. Theo đó, Bộ Chính trị quyết định ông Hoàng Trung Dũng, Ủy viên Trung ương Đảng, Bí thư Tỉnh ủy Hà Tĩnh, Chủ tịch HĐND tỉnh Hà Tĩnh, Trưởng Đoàn ĐBQH tỉnh Hà Tĩnh khóa XV thôi tham gia Ban Chấp hành, Ban Thường vụ Tỉnh ủy, thôi giữ chức Bí thư Tỉnh ủy Hà Tĩnh nhiệm kỳ 2020-2025; điều động, phân công, bổ nhiệm giữ chức Tổng Biên tập Tạp chí Cộng sản.

## Khen thưởng
- Huân chương Lao động hạng Ba, 2015;